# Acide pipémidique
L'acide pipémidique est une molécule antibiotique, de la classe des quinolones.

## Mode d'action
L'acide pipémidique inhibe l'ADN gyrase bactérienne

## Spécialité contenant de l'acide pimémidique
- Pipram